# Scream/Childhood
Scream/Childhood – podwójny singel Michaela Jacksona z albumu HIStory. „Scream” jest duetem Jacksona z jego młodszą siostrą Janet. Teledysk do „Scream” jest najdroższym w historii muzyki rozrywkowej. Jego produkcja pochłonęła 7 mln USD.

## Lista Utworów

### UK Single
1. Scream (Single Edit)
2. Scream (Def Radio Mix)
3. Scream (Naughty Radio Edit with rap)
4. Scream (Dave „Jam” Hall’s Urban Remix Edit)
5. Childhood (Theme from Free Willy 2)

### US Single
1. Scream (Single Edit)
2. Scream (Def Radio Mix)
3. Scream (Naughty Radio Edit with rap)
4. Scream (Dave „Jam” Hall’s Urban Remix Edit)
5. Scream (Classic Club Mix)
6. Childhood (Theme from Free Willy 2)